# Ettore Desderi
Ettore Desderi (10 de desembre de 1892 - 23 de novembre de 1974) va ser un compositor italià.
Nascut a Asti, va estudiar composició al conservatori de Torí, es va graduar l'any 1921, així com va realitzar estudis d'arquitectura, que va completar el 1920. Posteriorment va estudiar amb Ildebrando Pizzetti a Florència. Després d'intentar guanyar-se la vida com a arquitecte, Desderi va iniciar una carrera musical: va dirigir el conservatori d'Alessandria del 1933 al 1941, i després va treballar com a professor de composició als conservatoris de Milà i Bolonya. Es va jubilar el 1963. Desderi va morir a Florència.
Desderi va ser el pare del baríton i director d'orquestra Claudio Desderi.

## Composicions
Desderi és potser més conegut per la seva música sacra, especialment per la seva cantata Job (1927). També va escriure molta música instrumental, així com diverses cançons. Fins i tot va escriure diverses obres inspirades en el jazz. Les seves principals influències es poden trobar en la música de Brahms, Franck i Reger.